# Eugène Maës
Eugène Maës (Parigi, 15 settembre 1890 – Ellrich, 30 marzo 1945) è stato un calciatore francese, di ruolo attaccante.

## Carriera
Maës, particolarmente bravo di testa, fu il primo grande cannoniere della Nazionale francese. Segnò una tripletta a Torino nella prima vittoria francese contro l'Italia, e detiene tuttora il record di reti segnate in una singola partita con la nazionale (5, realizzati in un Francia-Lussemburgo 8-0 del 1913) a pari merito con Thadée Cisowski. La sua carriera fu interrotta dalla prima guerra mondiale che lo portò a Caen e dove rimase a giocare nella squadra locale fino al 1930. Nel giugno del 1943 fu denunciato per propositi antitedeschi ed arrestato dalla Gestapo. Morì due anni più tardi nel Campo di concentramento di Mittelbau-Dora.